# Phil Harvey
Pour les articles homonymes, voir Harvey.
Philip Dow Harvey, né le 25 avril 1938 à Evanston (Illinois) et mort le 2 décembre 2021 à Cabin John (Maryland), est un libertaire et philanthrope américain.

## Biographie
Il est connu pour ses programmes de promotion des moyens de contraception dans les pays émergents, par le biais de son organisme charitable DKT International sur la planification familiale. Il a notamment participé à la mise en place d'un programme qui oblige les soldats de l'armée éthiopienne à emporter des préservatifs quand ils quittent leur base. Le programme a permis de réduire l'incidence du VIH à moins de 5 % parmi les soldats éthiopiens, alors qu'il s'élève jusqu'à 40 % dans d'autres pays d'Afrique.
Harvey est également le président d'Adam & Eve, une entreprise de vente par catalogue située à Hillsborough (Caroline du Nord). L'entreprise, qui se spécialise dans la vente de matériel pornographique et de jouets érotiques, a été poursuivie à plusieurs reprises pour « obscénité » par l'administration Reagan. Elle a toujours été blanchie des accusations portées contre elle.

## Récompenses
- 2006 : AASECT - Humanitarian Award
- 2007 : AVN Hall of Fame - Founders Branch
- 2009 : XBIZ Award - Lifetime Achievement Award
- 2010 : XRCO - 1st Amendment Special Award